# Bakersfield (Missouri)
|  | Per a altres significats, vegeu «Bakersfield (desambiguació)». |

Bakersfield és una població dels Estats Units a l'estat de Missouri. Segons el cens del 2000 tenia 285 habitants.

## Demografia
Segons el cens del 2000, Bakersfield tenia 285 habitants, 111 habitatges, i 80 famílies. La densitat de població era de 77,5 habitants per km².
Dels 111 habitatges en un 35,1% hi vivien nens de menys de 18 anys, en un 55% hi vivien parelles casades, en un 11,7% dones solteres, i en un 27,9% no eren unitats familiars. En el 27% dels habitatges hi vivien persones soles el 16,2% de les quals corresponia a persones de 65 anys o més que vivien soles. El nombre mitjà de persones vivint en cada habitatge era de 2,57 i el nombre mitjà de persones que vivien en cada família era de 3,15.
Per edats la població es repartia de la següent manera: un 27,7% tenia menys de 18 anys, un 11,2% entre 18 i 24, un 26% entre 25 i 44, un 18,6% de 45 a 60 i un 16,5% 65 anys o més.
L'edat mediana era de 33 anys. Per cada 100 dones de 18 o més anys hi havia 94,3 homes.
La renda mediana per habitatge era de 20.139 $ i la renda mediana per família de 25.714 $. Els homes tenien una renda mediana de 25.096 $ mentre que les dones 18.125 $. La renda per capita de la població era de 10.752 $. Entorn del 20,2% de les famílies i el 20,9% de la població estaven per davall del llindar de pobresa.

## Poblacions més properes
El següent diagrama mostra les poblacions més properes.